# کوراواس
کوراواس (انگلیسی: CoreOS) یک سیستم‌عامل متن‌باز سبک‌وزن بر پایهٔ هستهٔ لینوکس است و برای فراهم کردن زیرساخت رایانش خوشه‌ای طراحی شده است که به خودکارسازی، امنیت، قابل تکیه بودن و مقیاس‌پذیری توجه دارد.
سامانهٔ مدیریت توزیع شدهٔ تنظیمات etcd، پیاده‌سازی نرم‌افزاری شبکه‌های همپوشان (به انگلیسی: overlay network) با نام flannel و مدیریت کانتینر rkt از پروژه‌های مهم CoreOS هستند.